# NGC 1254
NGC 1254 je galaksija u zviježđu Kit.

## Vanjske poveznice
- SEDS: NGC 1254